# Tomicus piniperda
Tomicus piniperda es un insecto del orden Coleoptera, familia Curculionidae, que se conoce comúnmente como barrenillo. La forma larvaria perfora galerías en los troncos de los árboles, dificultando la circulación de la savia, terminando por causar la muerte del pie afectado. Afecta a diferentes especies del género Pinus, especialmente a plantas jóvenes procedentes de repoblaciones, pero también a árboles adultos debilitados como consecuencia de sequía, encharcamiento del suelo u otras circunstancias. Por ello esta especie está considerada una plaga de los bosques de pino.

## Descripción
La forma adulta es un pequeño escarabajo de unos 4 a 5 mm de longitud, la cabeza y el tórax son de color negro, mientras que los élitros son de un tono marrón rojizo. Visto desde el dorso, la cabeza es poco visible, pues está oculta por el protorax muy desarrollado. No existe dimorfismo sexual entre el macho y la hembra.
La hembra deposita alrededor de 70 huevos en una galería que perfora en la corteza. Los huevos tienen 0.5 mm de diámetro y están separados uno de otro por un espacio de 1 mm.
Las larvas que surgen de los huevos no poseen patas (son ápodas) y de color blanquecino. Cuando alcanzan su total desarrollo miden 5 mm de longitud. Para alimentarse perforan galerías en el floema que llegan hasta el xilema. Las galerías larvarias, en caso de infestación intensa, interrumpen completamente la circulación de la savia, lo cual se manifiesta por el amarilleo progresivo de la copa que acaba con la muerte del árbol.